# Gehenna

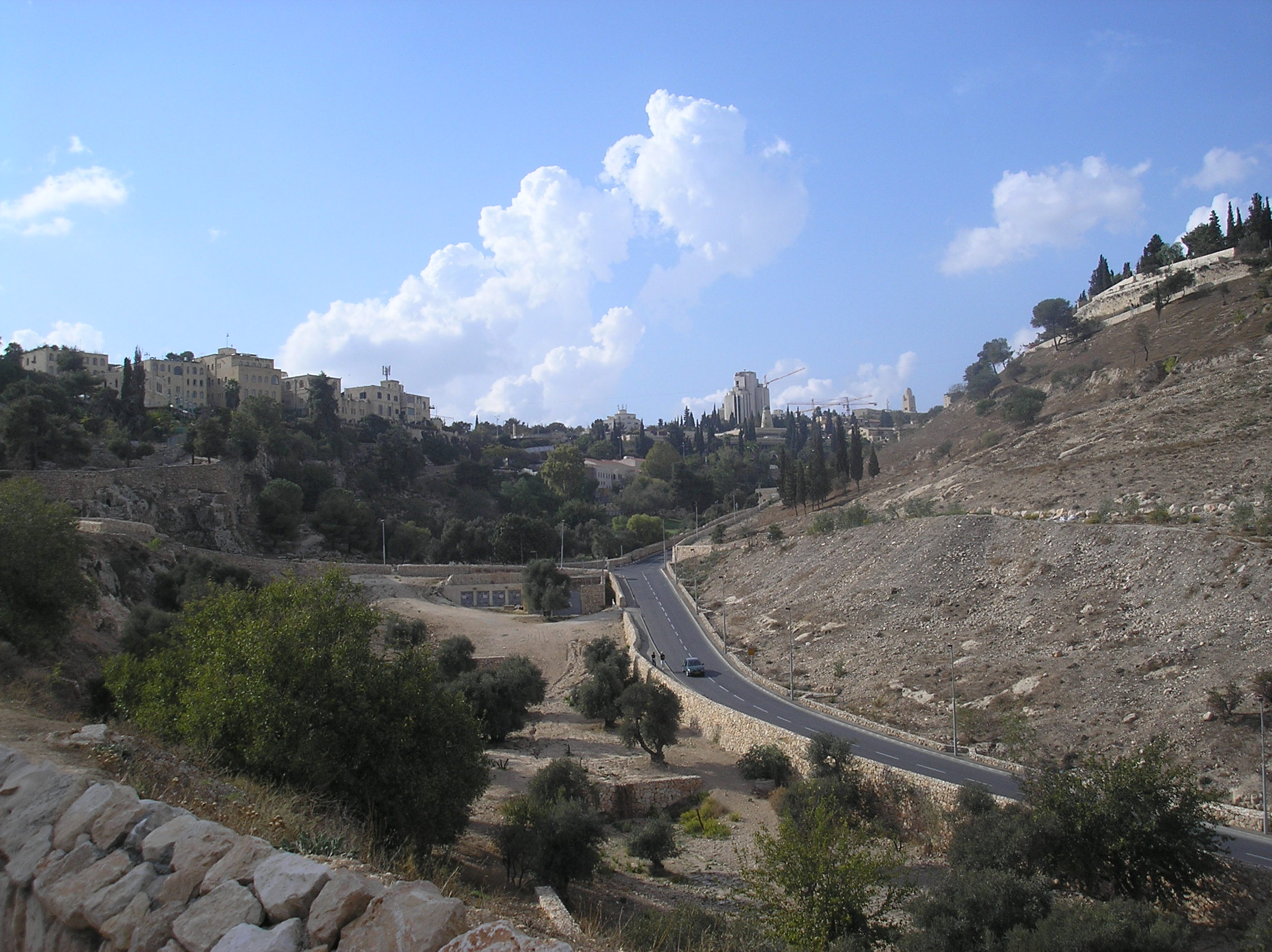
Gehenna, eller Hinnomdalen. Bilden är tagen den 19 oktober 2007.

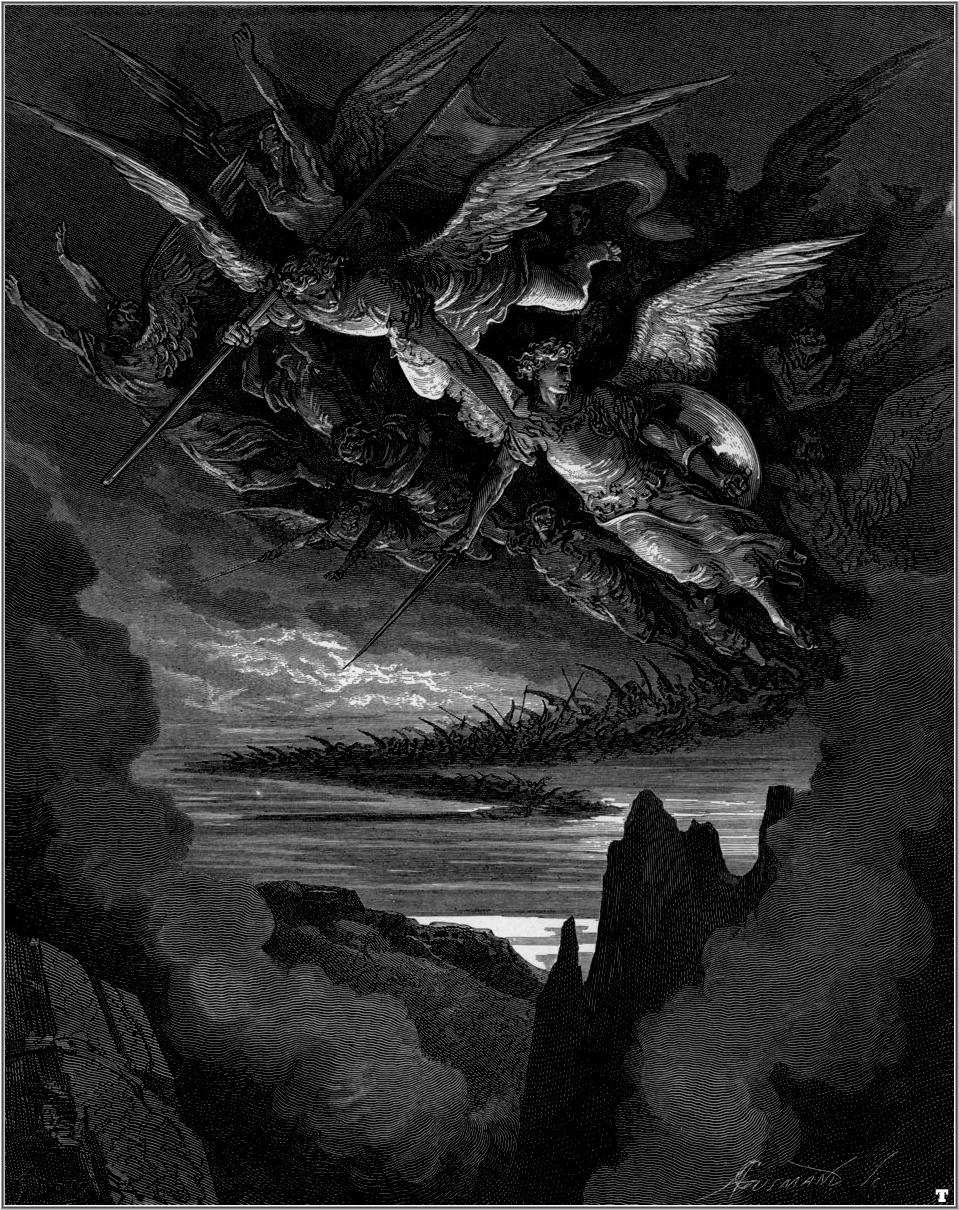
En illustration av Gustave Doré till John Miltons Det förlorade paradiset år 1866. Bilden föreställer Satan och hans armé av fallna änglar som utforskar sitt fängelse Gehenna.

Gehenna (uttal: [jɛˈhɛnːa]) eller gehénna är i Nya Testamentets grekiska grundtext ett lånord från hebreiskan som anses vara namnet på en dalgång, Hinnomdalen, söder om Jerusalem. Platsen kallas även Tofeth (Hebreiska: תופת, ha-tōpheth).
Ordet ”Gehenna” återfinns tolv gånger i de kristna grekiska skrifterna. Det används en gång av lärjungen Jakob och förekommer elva gånger i uttalanden som tillskrivs Jesus Kristus. 
Några av Gamla Testamentets israelitiska kungar hade där enligt  Andra Krönikeboken (28:3, 33:6) ägnat sig åt en hednisk kult för Molok som bland annat krävde barnoffer i eld (brända levande). Efter att det förbjöds av kungen Josia, blev dalen en avfallsplats där djurkadaver, sopor och lik från kriminella dumpades, och man eldade permanent för att förhindra att sjukdomar spreds. Hinnomdalen kom därefter att bli synonymt med en fruktansvärd ondska och namnet Gehenna användes som ett namn på helvetet, den plats som Gud förberett för djävulen och hans fallna änglar. I modern hebreiska används termen tofeth för att referera till förintelsen.
”Det har uppstått stor förvirring och mycket missförstånd på grund av att de tidiga bibelöversättarna har återgett hebreiskans Sheol och grekiskans Hades och Gehenna med ordet helvete. Den enkla translitterering av dessa ord som översättarna gjort i reviderade upplagor av Bibeln har inte räckt till för att märkbart reda ut denna förvirring och missuppfattning.” (The Encyclopedia Americana (1942), band XIV)

## Litterära referenser
- Omnämns i Gustaf Frödings dikter Den ryske anakoreten och En fattig munk från Skara (1891)

- I animen Ao no Exorcist är Gehenna namnet på demonernas värld.